# 인티라 항공
인티라 항공(Intira Airlines, 과거 이름: 영어: Business Air)은 태국의 과거의 항공사이다. 2009년 설립되어 본사는 방콕에 위치했으며 2015년 영업을 중단하였다. 수완나품 공항과 푸껫 국제공항을 거점으로 운항하였다.

## 운항 노선
- 태국
  - 방콕 - 수완나품 공항 허브
  - 푸껫 국제공항
  - 치앙마이 국제공항
- 싱가포르
  - 싱가포르 창이 국제공항
- 대한민국
  - 부산 - 김해국제공항
  - 대구 - 대구국제공항
  - 서울 - 인천국제공항
- 일본
  - 도쿄 - 나리타 국제공항 전세편